# Dracophyllum marginatum
Dracophyllum marginatum är en ljungväxtart som beskrevs av Walter Reginald Brook Oliver. Dracophyllum marginatum ingår i släktet Dracophyllum och familjen ljungväxter. Inga underarter finns listade i Catalogue of Life.